# Wormaldia conjungens
Wormaldia conjungens là một loài Trichoptera trong họ Philopotamidae. Chúng phân bố ở miền Cổ bắc.